# Trophée Kima
Le Trophée Kima (en italien : Trofeo Kima) est une épreuve de skyrunning disputée à Val Masino en Italie. Il a été créé en 1995.

## Histoire
L'origine de la course remonte à 1994 avec la création de l'association Kima, créée par Ilde Marchetti, sœur de Pierangelo Marchetti, et ses amis. Surnommé « Kima », Pierangelo Marchetti est secouriste en montagne et décéde tragiquement dans l'exercice de ses fonctions le 8 juillet 1994. L'association veut lui rendre hommage et décide notamment d'organiser une épreuve de skyrunning en utilisant le sentier de randonnée de haute montagne sentiero Roma (it) faisant le tour du val Masino, lieu affectionné par Pierangelo. Ilde Marchetti fait appel aux services de Marino Giacometti, fondateur du skyrunning, afin de mettre en place la course,,. La première édition a lieu le 26 août 1995 et voit la victoire de Fabio Meraldi. Chez les femmes, l'Italienne Bruna Fanetti et la Suissesse Alexia Zuberer gagnent ex aequo.
Vainqueur de la première édition, Fabio Meraldi reprend la direction de l'événement par la suite,.
L'épreuve rejoint le calendrier inaugural de la Skyrunner World Series en 2002. L'année suivante, la course est sélectionnée parmi les épreuves de la première édition des championnats italiens de skyrunning.
La course est endeuillée par la chute mortelle d'une concurrente en 2005, ayant glissé sur une pierre mouillée par le brouillard. La course est immédiatement stoppée après cet accident. En 2006, un glissement de terrain forcent les organisateurs à modifier le parcours pour éviter le passage au Bocchetta Roma devenu impraticable. Le jour de la course, un épais brouillard fait son apparition sur les hauteurs du parcours. Pour des raisons de sécurité, les organisateurs décident d'arrêter la course après 13 kilomètres pour éviter un nouveau drame. En 2007, ce sont des chutes de neige qui forcent les organisateurs à utiliser un nouveau parcours de réserve long de 25 km.
En 2009, la course n'a pas lieu. À la place, la SkyRace Valporcellizzo est organisée qui utilise le parcours raccourci de 2007. Le Trophée Kima a lieu à nouveau en 2010 et adopte une périodicité biennale.
L'édition 2010 accueille les championnats du monde d'Ultra SkyMarathon organisés en parallèle des premiers championnats du monde de skyrunning. À cet effet, le parcours est revu et légèrement rallongé pour offrir plus de difficultés aux coureurs. L'Espagnol Kílian Jornet et l'Italienne Emanuela Brizio sont titrés.
L'édition 2020 est annulée en raison de la pandémie de Covid-19.
En 2022, une nouvelle épreuve, l'Extreme SkyRace, est ajoutée à l'événement. Longue de 25,5 km, elle reprend la fin du parcours de l'Ultra SkyMarathon.

## Parcours
Le départ est donné dans le village de Filorera. Le parcours suit le sentier Roma (it) en commençant par l'ascension au refuge Scotti. Il poursuit jusqu'au refuge Ponti puis atteint son premier col, le Bocchetta Roma, à franchir par une via ferrata. Le parcours atteint le bivacco Kima puis franchit le passo di Cameraccio et le passo Val Torrone où une autre via ferrata doit être utilisée. Le parcours passe par le refuge Allievi-Bonacossa (it) et franchit trois autres cols, le passo dell'Averta, le passo Qualido et le passo Camerozzo, avec à nouveau des via ferratas. Le parcours rallie le refuge Luigi Gianetti (it) et franchit le dernier col avec via ferrata, le passo del Barbacan. Le parcours atteint le refuge Antonio Omio (it) avant de redescendre dans la vallée pour compléter la boucle à Filorera. Il mesure 52 km pour 4 200 m de dénivelé positif et négatif.
Avec plusieurs vie ferrate et des passages sur des névés, le parcours est considéré comme l'un des plus difficiles techniquement de la discipline du skyrunning. Pour garantir la sécurité des coureurs sur ce parcours exigeant, le nombre de participants est limité à 300. Ces derniers sont équipés d'une balise GPS durant la course et doivent emporter du matériel obligatoire comprenant notamment des gants, une veste imperméable ou encore une couverture de survie. Le casque est fortement recommandé. De nombreux bénévoles secouristes en montagne du Club alpin italien, du groupe de secours alpin de la Garde des finances, de la protection civile ainsi que des guides de montagne assurent la sécurité des coureurs tout au long du parcours.
Avant 2010, le parcours mesurait 48 km. Rallongé à 50 km à l'occasion des championnats du monde d'Ultra SkyMarathon, il est à nouveau rallongé en 2016 pour atteindre sa longueur actuelle de 52 km.

## Vainqueurs

### Trophée
| Édition | Date | Hommes                                              | Hommes                                              | Hommes                                              | Femmes                                              | Femmes                                              | Femmes                                              |
| ------- | ---- | --------------------------------------------------- | --------------------------------------------------- | --------------------------------------------------- | --------------------------------------------------- | --------------------------------------------------- | --------------------------------------------------- |
|         |      | Rang                                                | Athlète                                             | Temps                                               | Rang                                                | Athlète                                             | Temps                                               |
| 1re     | 1995 | 1er                                                 | Fabio Meraldi                                       | 6 h 29 min 41 s                                     |                                                     | Bruna Fanetti Alexia Zuberer                        | 8 h 34 min 2 s                                      |
| 2e      | 1996 | 1er                                                 | Cheto Biavaschi                                     | 6 h 26 min 12 s                                     |                                                     | Morena Paieri                                       | 8 h 31 min 26 s                                     |
| 3e      | 1997 | 1er                                                 | Mauro Gatta                                         | 6 h 8 min 15 s                                      |                                                     | Morena Paieri — 2e victoire                         | 8 h 12 min 29 s                                     |
| 4e      | 1998 | 1er                                                 | Mauro Gatta — 2e victoire                           | 5 h 49 min 10 s                                     |                                                     | Morena Paieri — 3e victoire                         | 7 h 50 min 41 s                                     |
| 5e      | 1999 | 1er                                                 | Mauro Gatta — 3e victoire                           | 6 h 20 min 27 s                                     |                                                     | Morena Paieri — 4e victoire                         | 7 h 52 min 53 s                                     |
| 6e      | 2000 | 1er                                                 | Mario Poletti Fabio Meraldi — 2e victoire           | 6 h 0 min 13 s                                      |                                                     | Gloriana Pellissier                                 | 7 h 48 min 27 s                                     |
| 7e      | 2001 | 1er                                                 | Carlo Bellati                                       | 6 h 4 min 56 s                                      |                                                     | Michela Benzoni                                     | 8 h 18 min 36 s                                     |
| 8e      | 2002 | 1er                                                 | Giovanni Gianola                                    | 6 h 14 min 5 s                                      |                                                     | Corinne Favre                                       | 7 h 52 min 31 s                                     |
| 9e      | 2003 | 1er                                                 | Mario Poletti — 2e victoire Camillo Vescovi         | 6 h 14 min 12 s                                     |                                                     | Maria Giovanna Cerutti                              | 8 h 8 min 59 s                                      |
| 10e     | 2004 | 1er                                                 | Mario Poletti — 3e victoire                         | 6 h 21 min 23 s                                     |                                                     | Corinne Favre — 2e victoire                         | 8 h 14 min 14 s                                     |
| 11e     | 2005 | 1er                                                 | Mario Poletti — 4e victoire                         | 1 h 53 min 46 s                                     |                                                     | Sara Rigoni                                         | 2 h 19 min 39 s                                     |
| 12e     | 2006 | 1er                                                 | Carlo Bellati — 2e victoire                         | 1 h 35 min 20 s                                     |                                                     | Corinne Favre — 3e victoire                         | 1 h 48 min 38 s                                     |
| 13e     | 2007 | 1er                                                 | Paolo Gotti                                         | 3 h 0 min 54 s                                      | 13e                                                 | Corinne Favre — 4e victoire                         | 3 h 41 min 27 s                                     |
| 14e     | 2008 | 1er                                                 | Paolo Gotti — 2e victoire                           | 6 h 43 min 29 s                                     | 13e                                                 | Emanuela Brizio                                     | 7 h 59 min 8 s                                      |
| 15e     | 2010 | 1er                                                 | Kílian Jornet                                       | 6 h 19 min 3 s                                      | 12e                                                 | Emanuela Brizio — 2e victoire                       | 7 h 46 min 37 s                                     |
| 16e     | 2012 | 1er                                                 | Kílian Jornet — 2e victoire                         | 6 h 28 min 52 s                                     | 14e                                                 | Núria Picas                                         | 7 h 36 min 21 s                                     |
| 17e     | 2014 | 1er                                                 | Kílian Jornet — 3e victoire                         | 6 h 12 min 20 s                                     | 26e                                                 | Kasie Enman                                         | 7 h 53 min 42 s                                     |
| 18e     | 2016 | 1er                                                 | Bhim Gurung                                         | 6 h 10 min 44 s                                     | 22e                                                 | Emelie Forsberg                                     | 7 h 49 min 6 s                                      |
| 19e     | 2018 | 1er                                                 | Kílian Jornet — 4e victoire                         | 6 h 9 min 19 s                                      | 26e                                                 | Hillary Gerardi                                     | 7 h 37 min 29 s                                     |
| -       | 2020 | Course annulée en raison de la pandémie de Covid-19 | Course annulée en raison de la pandémie de Covid-19 | Course annulée en raison de la pandémie de Covid-19 | Course annulée en raison de la pandémie de Covid-19 | Course annulée en raison de la pandémie de Covid-19 | Course annulée en raison de la pandémie de Covid-19 |
| 20e     | 2022 | 1er                                                 | Finlay Wild                                         | 6 h 10 min 14 s                                     | 19e                                                 | Hillary Gerardi — 2e victoire                       | 7 h 30 min 38 s                                     |
| 21e     | 2024 | 1er                                                 | Finlay Wild — 2e victoire                           | 6 h 5 min 4 s                                       | 30e                                                 | Hillary Gerardi — 3e victoire                       | 7 h 32 min 58 s                                     |

### Extreme SkyRace
| Édition | Date | Hommes | Hommes              | Hommes          | Femmes | Femmes            | Femmes          |
| ------- | ---- | ------ | ------------------- | --------------- | ------ | ----------------- | --------------- |
|         |      | Rang   | Athlète             | Temps           | Rang   | Athlète           | Temps           |
| 1re     | 2022 | 1er    | Luca Del Pero       | 2 h 58 min 42 s | 14e    | Giulia Compagnoni | 3 h 40 min 40 s |
| 2e      | 2024 | 1er    | Lorenzo Rota Martir | 3 h 1 min 27 s  | 12e    | Giulia Marchesoni | 3 h 30 min 38 s |

### Championnats du monde d'Ultra SkyMarathon

#### Hommes
| Édition | Or            | Argent       | Bronze           |
| ------- | ------------- | ------------ | ---------------- |
| 2010    | Kílian Jornet | Miguel Heras | Nicola Golinelli |

#### Femmes
| Édition | Or              | Argent              | Bronze         |
| ------- | --------------- | ------------------- | -------------- |
| 2010    | Emanuela Brizio | Carolina Tiraboschi | Cinzia Bertasa |